# Johann Gerhard König
Pour les articles homonymes, voir König.
Johann Gerhard König (également orthographié Koenig) est un médecin, missionnaire protestant et botaniste allemand de la Baltique, né en 1728 à Ungerhof (près de Kreutzburg en Livonie) et mort en 1785 en Inde. C'est l’un des premiers botanistes à avoir exploré l’Inde.

## Biographie
Il suit les cours de Carl von Linné (1707-1778) en 1757 et correspond avec Sir Joseph Banks (1743-1820). Il demeure au Danemark de 1759 à 1767. Il visite l’Islande, dont il étudie la végétation.
König est envoyé en 1773 à la colonie danoise des Indes, près de Madras, à Tranquebar. Il est médecin au poste de traite, ainsi qu’à la mission morave. Il travaille au Nawab d'Arcot, où il collecte des plantes pour Christen Friis Rottbøll. En 1778, il devient botaniste pour la puissante Compagnie anglaise des Indes orientales. Il est alors envoyé au Siam et dans la péninsule Malaise où il est chargé de trouver des espèces utiles comme la cardamome ou le garcinia gummi-gutta afin de les mettre en culture aux Indes. Il retourne ensuite à la colonie danoise. Il fait d’importantes récoltes de spécimens qu'il envoie à Linné, Sir Banks et Anders Jahan Retzius (1742-1821). Il meurt près de Tranquebar en 1785 et lègue ses archives à Sir Joseph Banks.
Il fait paraître plusieurs ouvrages de botanique dont De indigenorum remediorum ad morbos curves regioni indemicos expeignandos efficacia en 1773.